# Christopher Buchtmann
Christopher Buchtmann, né le 25 avril 1992 à Minden,  est un footballeur allemand qui évolue au poste de milieu gauche au VfB Oldenburg.

## Carrière

### Parcours junior
- avant 2005 :  Hanovre 96
- 2005-2007 :  Borussia Dortmund
- 2008 :  HSC/BW Tündern
- 2008-2009 :  Liverpool FC
- 2010 :  Fulham FC

### Parcours professionnel
- 2010-2012 :  1. FC Cologne
- 2012- :  FC St. Pauli

## Palmarès

### En équipe nationale
Allemagne des moins de 17 ans
- Vainqueur du Championnat d'Europe des moins de 17 ans en  2009